# 데디오레디오
데디오레디오(영어: Daddy O Radio)은 대한민국의 아이리쉬 펑크 밴드로 크라잉넛의 드러머 이상혁의 주도로 구성되었다.

## 구성원
- 이교형 (기타. 플라잉 독 소속)
- 이상혁 (드럼. 크라잉넛 소속)
- 안지원(안지) (베이스)
- 김인수 (아코디언, 아이리쉬 휘슬.크라잉넛 & L.O.D 소속)

### 추가 세션
- 안도(나초푸파) - 휘슬
- 이상면(크라잉넛) - 통기타.밴조